# Beth Willman
Beth Willman est une astronome américaine, directrice générale de la LSST Discovery Alliance, une organisation astronomique connue pour son soutien à l'Observatoire Vera-C.-Rubin. Elle était auparavant directrice adjointe du NOIRLab et professeure associée d'astronomie au Haverford College.

## Éducation
Beth Willman a obtenu son master en astrophysique à l'université Columbia. En 2003, elle a obtenu un doctorat en astronomie de l'université de Washington,. Son directeur de thèse était Julianne Dalcanton et sa thèse portait sur les galaxies naines satellites de la Voie lactée. Beth Willman a également été James Arthur Fellow au Centre de cosmologie et de physique des particules de l'université de New York et Clay Fellow au Center for Astrophysics Harvard & Smithsonian,.

## Recherche
Beth concentre principalement ses recherches sur la cosmologie. Sa spécialité est l'étude des galaxies les moins lumineuses de l'Univers connu,. La galaxie Willman 1, qu'elle a découverte lors de son postdoctorat, porte son nom.